# Randgebirge
Als Randgebirge wird in der Geomorphologie ein längeres Gebirge bezeichnet, das entweder
1. an einem Kontinentalrand liegt oder
2. eine Hochebene seitlich zum Tiefland abschließt oder
3. eine Beckenlandschaft teilweise umrandet.

Zum 1. Typ gehören unter anderem
- in Afrika: Atlas und Tell-Atlas sowie Große Randstufe,
- in Eurasien: Apenninen, südliche Alpen, Dinariden, Taurus-Gebirge, Zagros, Westghats und Sichote-Alin,
- in Amerika: Appalachen, Alaskakette, Küstengebirge der Rocky Mountains, Sierra Madre und die Anden.

Zum 2. Typ gehören unter anderem Sierra Nevada und Sierra Morena, Vogesen und Schwarzwald (Randgebirge des Rheingrabens), Karpaten (zu Pannonien), Taurus- und Pontus-Gebirge (zum Anatolischen Hochland), Kuhrud (zum Iranischen Hochland), Tianshan (beidseits zu Kasachstan und Taklamakan), Himalaya und Kunlun (zum Hochland von Tibet) und die Great Dividing Range (Australien).
Zum 3. Typ gehören unter anderem einige Randgebirge des Pannonischen und des Wiener Beckens, das Klausenburger und das Steirische Randgebirge oder einige Bergketten in  Nordost- und Südanatolien (Taurus).
Diese Typisierung ist allerdings nur morphologisch und hat nur bedingt mit der Gebirgsbildung zu tun. So umfasst die geologisch zusammengehörige alpidische Gebirgsfaltung, die von den Pyrenäen über Alpen, Karpaten, Balkan und Iran bis zum Himalaya reicht, Gebirge beider morphologischer Typen, die aber etwa dasselbe Alter haben.